# Lyubov Sabolotskaya
Ljubow Sabolozkaja est une fondeuse soviétique.

## Palmarès

### Championnats du monde
- Championnats du monde de 1982 à Oslo  Norvège:
  -  Médaille d'argent en relais 4 × 5 km